# Frits van Bindsbergen
Frits van Bindsbergen (Babberich, 18 augustus 1960) is een voormalig Nederlands wielrenner.

## Carrière
Frits van Bindsbergen was in zijn jeugd een begaafd voetballer maar koos toch voor het wielrennen. Hij behaalde in 1982 als amateurrenner de wereldtitel op de 100 kilometer ploegentijdrit (met Gerrit Solleveld, Maarten Ducrot en Gerard Schipper). In de slotfase moest hij afhaken; hij keerde gedesillusioneerd terug naar zijn hotel en had geen idee dat hij wereldkampioen geworden was. Toen de coach van de damesploeg hem dit vertelde ging hij snel naar de huldiging, die al was afgelopen. Coach Jan Gisbers overhandigde hem zwijgend de regenboogtrui en zijn medaille. De huldiging werd een paar maanden later echter feestelijk overgedaan tijdens het Sportman van het jaar-gala. 
Van Bindsbergen was daarna vier seizoenen beroepswielrenner maar boekte geen grote overwinningen meer. Na zijn actieve carrière begon hij een sportzaak in Arnhem en was hij onder andere tennisleraar bij TVD Didam.

## Belangrijkste overwinningen
1982
- 8e etappe Olympia's Tour

## Resultaten in voornaamste wedstrijden
| Jaar | Ronde van Italië | Ronde van Frankrijk | Ronde van Spanje |
| ---- | ---------------- | ------------------- | ---------------- |
| 1983 |                  |                     | opgave           |
| 1984 |                  |                     |                  |
| 1985 |                  |                     |                  |

| Jaar | Milaan-San Remo | Gent-Wevelgem | Parijs-Brussel |
| ---- | --------------- | ------------- | -------------- |
| 1983 |                 |               | 6e             |
| 1984 |                 | 46e           |                |
| 1985 | 123e            |               |                |